# 麦迪霉素
麦迪霉素又称为“米地霉素”，是一种大环内酯类抗生素。该抗生素由生米卡链霉菌（Streptomyces mycarofaciens）合成。麦迪霉素的抗菌谱及作用机制与红霉素相似，抗菌作用稍低于红霉素。临床主要用于治疗革兰阳性菌感染（如金黄色葡萄球菌、链球菌及肺炎球菌等引起的肺炎、扁桃体炎、中耳炎、尿路感染及皮肤软组织感染等）。其对多种红霉素耐药菌有效。

## 物理性质
麦迪霉素的熔点与其化合物的种类有关，也与咨询的资料来源有关。例如：
A1型：据默克索引报告，为155-156℃，而日本药典的报告为153-158℃；A3型：默克索引的报告为155-156℃。